# Polituara
Polituara fue una localidad española actualmente perteneciente al municipio de Biescas, en la provincia de Huesca. Forma parte de la comarca del Alto Gállego, en la comunidad autónoma de Aragón.

## Historia
El origen del emplazamiento viene ligado a la existencia en el lugar de un antiguo templo y albergue de peregrinos, conocido como Santuario de Nuestra Señora de Polituara, cuyo topónimo procede del término latino  'pulire'  (limpio). Emplazado en la ruta hacia Francia y junto al Camino Real que recorría de norte a sur todo el Valle de Tena, este fue siempre lugar de paso y por ello propicio al posterior establecimiento de fondas y comercios. Muchos eran los viajeros que, antes de iniciar su ascenso a la parte alta del valle y especialmente durante los rigores del invierno, aguardaban en Polituara una mejora de la meteorología que les permitiera continuar su camino.
Administrativamente perteneció al municipio de Hoz de Jaca hasta que, en 1873, pasó a formar parte del término de Piedrafita. Desde 1973, junto a Piedrafita y Búbal, fue definitivamente anexionada al municipio de Biescas.
La construcción del Embalse de Búbal en 1971, apenas a dos kilómetros de Polituara, supuso la expropiación de sus casas y la modificación del histórico trazado del camino junto al río Gállego. El despoblamiento del caserío, abandonado en el fondo del valle y a la sombra de la presa, lo sumió en la ruina absoluta que hoy presenta.